# Yaşar Memişoğullarından
Yaşar Memişoğullarından (* 4. November 1990 in Adana) ist ein türkischer Fußballtorhüter.

## Karriere

### Verein
Memişoğullarından kam in Seyhan einem berühmten Stadtteil der südtürkischen Großstadt Adana auf die Welt und begann hier mit dem Vereinsfußball in der Jugend von Adanaspor. Hier erhielt er 2006 einen Profivertrag, spielte aber vier weitere Jahre für die Reservemannschaft des Vereins. Für die Saison 2009/10 wurde er dann an den Viertligisten Bafra Belediyespor und gab bei diesem Verein sein Profidebüt. Nachdem er zwei Jahre für die Reservemannschaft von Adanaspor tätig gewesen war, wurde er für die Saison 2012/13 an den Viertligisten Menemen Belediyespor ausgeliehen.
Im Sommer 2013 wurde er in den Profikader von Adanaspor aufgenommen und begann die Saison als Stammtorhüter.
Zur Saison 2014/15 wechselte er zu Batman Petrolspor.

### Nationalmannschaft
Memişoğullarından spielte 2007 einmal für die türkische U-17-Nationalmannschaft. nahm mit der irakischen U-19-Nationalmannschaft an der U-19-Fußball-Asienmeisterschaft 2012 und wurde am Ende dieses Turniers mit seinem Team Vize-Asienmeister.